# Capillogryllus
Capillogryllus is een geslacht van rechtvleugeligen uit de familie krekels (Gryllidae). De wetenschappelijke naam van dit geslacht is voor het eerst geldig gepubliceerd in 2003 door Xie, Zheng & Liang.

## Soorten
Het geslacht Capillogryllus omvat de volgende soorten:
- Capillogryllus dolabripalpis Xie & Zheng, 2003
- Capillogryllus exilipalpis Xie & Zheng, 2003